# TýTý 1994
Vyhlášení výsledků IV. ročníku ankety TýTý se konalo 11. března 1995 v Hudebním divadle Karlín a moderoval jej Marek Eben.

## Výsledky
| Kategorie                        | 1. místo         | 2. místo         | 3. místo           |
| -------------------------------- | ---------------- | ---------------- | ------------------ |
| Herečka                          | Jiřina Bohdalová | Zlata Adamovská  | Ivana Chýlková     |
| Herec                            | Pavel Zedníček   | Viktor Preiss    | Lukáš Vaculík      |
| Zpěvačka                         | Lucie Bílá       | Iveta Bartošová  | Helena Vondráčková |
| Zpěvák                           | Karel Gott       | Janek Ledecký    | Ladislav Křížek    |
| Bavič                            | Jan Rosák        | Martin Dejdar    | Pavel Zedníček     |
| Moderátor zpravodajských pořadů  | Martin Severa    | Mirka Všetečková | Eva Jurinová       |
| Moderátor publicistických pořadů | Přemek Podlaha   | Radek John       | Milan Šíma         |
| Sportovní komentátor             | Petr Vichnar     | Pavel Poulíček   | Jaromír Bosák      |
| Hlasatel / Hlasatelka            | Saskia Burešová  | Anna Wetlinská   | Marie Retková      |
| Pořad roku (z domácí tvorby)     | Kufr             | Telebingo        | Na vlastní oči     |
| Absolutní vítěz                  | Karel Gott       | Jiřina Bohdalová | Jan Rosák          |